# Comité national olympique moldave
Le Comité national olympique moldave (en roumain : Comitetul Național Olimpic și Sportiv din Republica Moldova (CNOS)), fondé le 29 janvier 1991, est le comité national olympique de la Moldavie et fait partie des cinquante comités olympiques européens. Il représente le pays au Comité international olympique, depuis sa reconnaissance par celui-ci le 1er janvier 1993, et fédère les fédérations sportives moldaves. Le CNOS a été présidé de sa création jusqu'en 2001 par Efim Josanu, depuis le président est l'ancien céiste soviétique Nicolae Juravschi, double champion olympique aux Jeux de Séoul en 1988.